# Богачев (Саратовская область)
Богачёв —хутор в Новоузенском районе Саратовской области в составе сельского поселения Куриловское муниципальное образование. 

## География
Находится на расстоянии примерно 39 километров по прямой на север-северо-запад от районного центра города Новоузенск.

## История
Официальная дата основания 1979 год.

## Население
Постоянное население составило 2 человека (50% русские, 50% украинцы) в 2002 году, 2 в 2010.